# Логор Свилара у Панчеву
Логор „Свилара” у Панчеву састоји се од две зграде који су током 19. века изграђени као погони за производњу свиле и представљају непокретно културно добро као споменик културе.
Прва зграда је изграђена 1836. године и у њој се налазила прва ткачница свиле у Панчеву. Друга грађевина је изграђена је 1889. године и опремљена је за то време најсавременијим машинама. Панчево је крајем 19. и почетком 20. века било регионални центар за прераду свиле.
Почетком Другог светског рата немачка окупациона власт је у ту основала логор. Први затвореници доведени су у новоформирани логор 22. јуна 1941. године. У логору су били затворени сви потенцијални противници власти: комунисти, Јевреји, патриоте и таоци. Логор „Свилара" је први нацистички логор у Банату. Логор је затворен крајем октобра 1941. године.
Зграда из 1836. године је спратности По+П+1 грађена у бондрук систему са испуном од опеке, са дрвеним међуспратним таваницама и двоводним кровом. Зграда из 1889. године је спратности П+1+Пк грађен од опеке са дрвеним међуспратним таваницама и двоводним кровом покривеним црепом.
Овај споменик културе значајан је као историјски објекат који има и архитектонских вредности, а значајан је и као индустријски објекат.